# Henry Grey (1er duc de Kent)
Pour les articles homonymes, voir Henry Grey et Grey.
Henry Grey (1671 - 5 juin 1740) est un homme politique britannique et un courtisan, titré duc de Kent.

## Famille
Il est le fils de Anthony Grey (11e comte de Kent), et Mary Gray, 1re baronne Lucas de Crudwell. Il succède à son père en tant que 12e comte de Kent en 1702, après avoir succédé à sa mère en tant que 2e baron Lucas plus tôt la même année. Il est le grand-père, par l'intermédiaire de sa fille Anne Grey, de Henry Cavendish, le chimiste et physicien anglais de la fin du XVIIIe siècle.

## Carrière politique
Ayant pris son siège à la Chambre des lords et considéré comme dépourvu de talent et d’ambition , mais politiquement opportun, il est nommé Lord Chambellan et conseiller privé en 1704. Grey est impopulaire; il est surnommé 'Bug' pour son odeur corporelle . Il échange sa position contre un duché en 1710 et est remplacé en tant que Lord Chambellan par le duc de Shrewsbury. Des commentateurs contemporains, dont John Macky et Jonathan Swift défendent Grey. Il aurait pu être, à son époque, le bon homme au bon endroit .
Après 1710, il occupe des postes politiques mineurs: lord de la chambre à coucher, agent du château de Windsor, Lord-intendant de 1716 à 1718 et Lord du sceau privé de 1719 à 1720. Il est l'un des lords juges nommés en l'absence de George Ier de Grande-Bretagne.
En 1719, Grey est l'un des principaux abonnés de la Royal Academy of Music du XVIIIe siècle, une société qui produit de l'opéra baroque sur scène. À l'âge de 68 ans, un an avant sa mort, il participe, en tant que gouverneur fondateur, à la création du Foundling Hospital.

## Les titres
Grey succède à son père en tant que douzième comte de Kent en 1702, après avoir succédé à sa mère en tant que deuxième baron Lucas plus tôt la même année. Il est créé marquis de Kent, comte de Harold et vicomte Goderich en 1706, duc de Kent en 1710 pour avoir renoncé à son poste de lord Chambellan et est fait chevalier de la Jarretière en 1712. Laissé sans héritier après la mort de son fils George Grey, comte de Harold, en 1733, il est créé en 1740, marquis Grey, avec un reliquat spécial pour sa petite-fille Lady Jemima Campbell et ses héritiers. Elle lui succède aussi à la baronnie de Lucas. Tous ses autres titres ont disparu à sa mort.

## Mariages et enfants

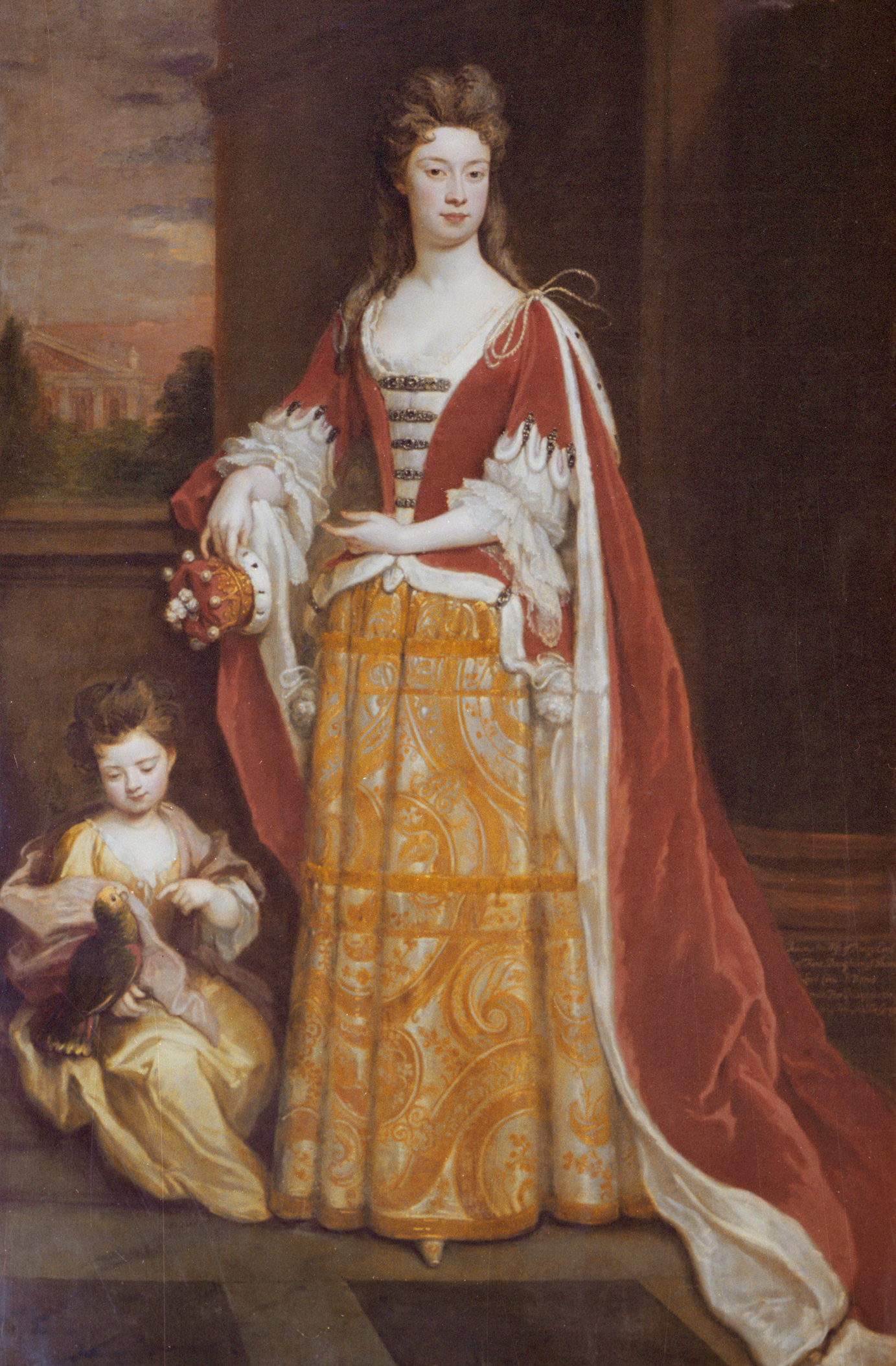
Jemima Crew et Jemima Grey, première épouse de Henry et une de leurs filles

Henry épouse en premières noces Jemima Crew (mort le 2 juillet 1728), fille de Thomas Crew (2e baron Crew) et de sa deuxième épouse Anne Armine, fille de Sir William Armine, deuxième baronnet . Ils ont au moins six enfants:
- Anthony Grey (comte de Harold) (décédé en 1723). Marié Mary Tufton, une fille de Thomas Tufton (6e comte de Thanet), et Lady Catharine Cavendish.
- Henry Grey (v. 1696 - 1717).
- Amabel Grey (décédée le 2 mars 1726). Marié à John Campbell (3e comte de Breadalbane et Holland).
- Jemima Grey (c. 1699 - 7 juillet 1731). Mariée à John Ashburnham (1er comte d'Ashburnham).
- Anne Grey (décédée le 20 septembre 1733). Mariée Lord Charles Cavendish.
- Mary Grey. Mariée à David Gregory doyen de Christ Church

Il épouse ensuite le 24 mars 1729, Sophia Bentinck (décédée le 5 juin 1741), fille de Hans Willem Bentinck (1er comte de Portland) et de sa deuxième épouse, Jane Martha Temple. Ils ont un fils et une fille:
- George Grey, comte de Harold (v. 1732-1733)
- Anne Sophia Grey (décédée le 24 mars 1780). Marié à John Egerton, évêque de Durham.